# Аслам, Хуршид
Хуршид Аслам (англ. Khurshid Aslam, 6 апреля 1936, Лакхнау, Британская Индия — 1993) — пакистанский хоккеист (хоккей на траве), защитник. Олимпийский чемпион 1960 года.

## Биография
Хуршид Аслам родился 6 апреля 1936 года в индийском городе Лакхнау.
В 1960 году вошёл в состав сборной Пакистана по хоккею на траве на Олимпийских играх в Риме и завоевал золотую медаль. Играл на позиции защитника, провёл 1 матч, мячей не забивал.
В 1958—1964 годах провёл за сборную Пакистана 14 матчей, мячей не забивал.
Умер в 1993 году.

## Семья
Младший брат Ахтарул Ислам (род. 1947) также играл за сборную Пакистана по хоккею на траве, в 1972 году завоевал серебряную медаль на летних Олимпийских играх в Мюнхене.